# Trididemnum paraclinides
Trididemnum paraclinides is een zakpijpensoort uit de familie van de Didemnidae. De wetenschappelijke naam van de soort is voor het eerst geldig gepubliceerd in 1982 door Kott.